# Jan Chryzostom Gniński
Jan Chryzostom Benedykt Gniński herbu Trach (zm. 1715) – biskup kamieniecki od 1687, referendarz wielki koronny od 1676.

## Życiorys
Syn Jana Krzysztofa podkanclerzego koronnego.
Opat cystersów w Wągrowcu od 1669. Brał udział w poselstwie do papieża Klemensa X z powiadomieniem o klęsce Turków w bitwie pod Chocimiem w 1673. W 1683 wysłany w poselstwie do Wiednia w celu omówienia szczegółów przeprowadzenia odsieczy. Mianowany biskupem kamienieckim, sakrę biskupią przyjął dopiero w 1699, kiedy na mocy pokoju w Karłowicach Kamieniec Podolski powrócił do I Rzeczypospolitej. 
W 1704 roku podpisał pacta conventa Stanisława Leszczyńskiego. Był uczestnikiem Walnej Rady Warszawskiej 1710 roku.